# Abrocitinib
Abrocitinib, es vendido bajo la marca Cibinqo, es un medicamento utilizado para tratar la dermatitis atópica .  Puede utilizarse en casos que no mejoran con otros tratamientos.  Este medicamento se toma por vía oral. 
Los efectos secundarios de este medicamento incluyen náuseas, dolor de cabeza, herpes simple, infección del tracto urinario, acné, impétigo y recuento bajo de plaquetas ;  otros efectos secundarios pueden incluir infecciones, muerte cardíaca súbita, embolia pulmonar y cáncer.  La seguridad de este medicamento durante el embarazo no está clara.  Es un inhibidor de la cinasa Janus . 
Este medicamento fue aprobado para uso médico en Europa en 2021 y en Estados Unidos en 2022.    En el Reino Unido, cuatro semanas de tratamiento costaron al NHS aproximadamente 900 libras esterlinas en 2021.  En Estados Unidos esta cantidad cuesta alrededor de 4.600 dólares estadounidenses a partir de 2022.